# Le Nouveau Soleil de Teur
Le Nouveau Soleil de Teur (titre original : The Urth of the New Sun) est un roman de Gene Wolfe publié en 1987. Il est le cinquième et dernier tome d'une pentalogie intitulée Le Livre du second soleil de Teur ou Le Livre du nouveau soleil selon les éditeurs.

## Éditions
- The Urth of the New Sun, 1987, Tor Books
- Le Nouveau Soleil de Teur, avril 1989, trad. William Olivier Desmond, éditions Denoël, collection Présence du futur nos 488 & 489, 254 & 256 pages  (ISBN 2207304884 et 2207304892)
- Le Nouveau Soleil de Teur, 2010, trad. William Olivier Desmond et Patrick Marcel, éditions Gallimard, collection Folio SF

## Le Livre du second soleil de Teur
- L'Ombre du bourreau
- La Griffe du demi-dieu
- L'Épée du licteur
- La Citadelle de l'Autarque
- Le Nouveau Soleil de Teur